# Rangger Köpfl
Rangger Köpfl är ett berg i Österrike.   Det ligger i distriktet Innsbruck-Land och förbundslandet Tyrolen, i den västra delen av landet, 400 km väster om huvudstaden Wien. Toppen på Rangger Köpfl är 1 939 meter över havet.
Terrängen runt Rangger Köpfl är mycket bergig. Runt Rangger Köpfl är det ganska tätbefolkat, med 80 invånare per kvadratkilometer.. Närmaste större samhälle är Innsbruck, 16,2 km öster om Rangger Köpfl. 
I omgivningarna runt Rangger Köpfl växer i huvudsak barrskog.